# Ла-Флеш (порода курей)
Ла-Флеш або флешська (також флеш або ля Флеш; фр. poule de La Flèche) — порода курей, що виведена в селі Мезере (Мézeray) у департаменті Сарт, Франція.

## Історія
Порода названа на честь міста Ла-Флеш, де, за документами 1831 року, м'ясо курей цієї породи у великій кількості продавали на осінніх і зимових ярмарках, в тому числі і для відправки у Париж. Ла-Флеш відноситься до древніх «столових» порід Франції. Історія породи починається в області Анжу ще в XV столітті. Характерною ознакою породи є V-подібний гребінь, що нагадує ріжки. Півні важать від 3,6 до 4,5 кг, кури від 2,7 до 3,6 кг. Основне забарвлення — чорне, хоча трапляються інші різновиди. Кури зберігають інстинкт насиджування.
У XX столітті через свою малорентабельність порода практично зникла і в даний час зберігається у Франції у невеликій кількості як генетичний резерв і гастрономічний делікатес в колі любителів.